# 长清站
长清站位于中华人民共和国山东省济南市长清区孝堂山路西侧，是济郑高速铁路上的一座车站，2023年12月8日随济郑高铁山东段开通而投入使用，车站规模为2台4线。车站距长清区政府约4km。